# シュトゥーバイタール鉄道
シュトゥーバイタール鉄道（シュトゥーバイタールてつどう、: Stubaitalbahn）は、オーストリアに存在する鉄道路線（登山鉄道）。インスブルックから（Stubaital）の各地域を経由しフルプメスまで向かう路線で、2023年現在は沿線自治体が出資する（Innsbrucker Verkehrsbetriebe und Stubaitalbahn GmbH、IVB）による運営のもと、インスブルックに路線網を有する路面電車のインスブルック市電と一体化した運用が組まれている。

## 歴史

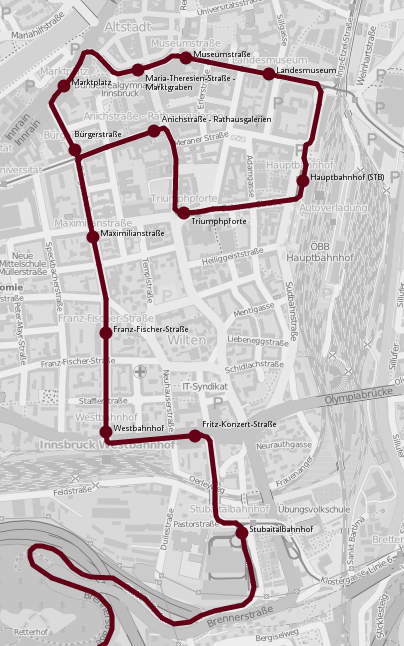
インスブルック市内の経路（2012年時点）

シュトゥーバイタール鉄道の経路

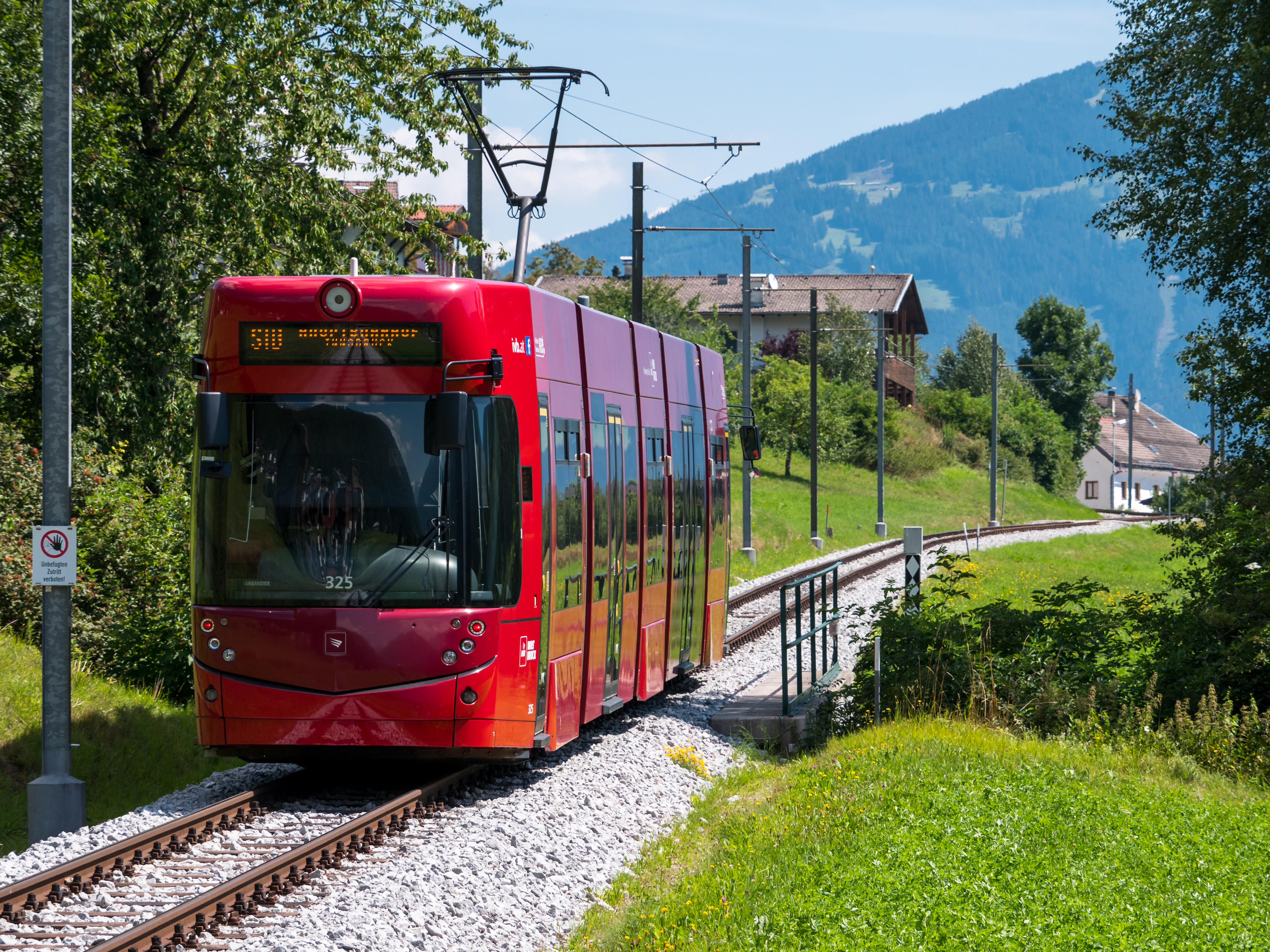
超低床電車のはバリアフリー化に貢献した（2018年撮影）

フルプメスを始めとするシュトゥーバイ渓谷に位置する自治体の多くは古くからインスブルックとの繋がりが深く、19世紀後半以降、効率的な人員や物資、工場の製品の輸送が可能な交通機関が求められるようになった。そして、1895年に入るとフルプメスの製鉄産業の促進を目的に鉄道を建設する動きが起こり、1900年頃にインスブルック - フルプメス間に路線を敷設する形が纏まり、1903年5月から建設が開始された。そして試運転を経て、翌1904年7月31日に全長18.16 kmの路線が開通した。それに合わせ、所有事業者として「シュトゥーバイタール鉄道公開会社」（Aktiengesellschaft Stubaitalbahn、AGStB）が設立されたが、列車の運行や管理についてはインスブルックに鉄道・軌道路線を所有していたインスブルック-ハル・イン・チロル地方鉄道（Lokalbahn Innsbruck–Hall in Tirol、L.B.I.H.i.T.）へと委託されていた。
開通当初からシュトゥーバイタール鉄道はAEG社からの支援を受けて全線電化されており、電車が付随車や貨車を牽引する運用が組まれていたが、電化方式はAEGが開発した機器の試験も兼ねて交流電化が採用された。当初の電圧は2,500 V（42.5 Hz）であったが、電圧不足が指摘されたことから第一次世界大戦後の1926年に3,250 V（50 Hz）に変更された。ただ、この特殊な電化方式のため長期に渡りインスブルック市内の路面電車（インスブルック市電）との直通運転が出来ず、ガソリン気動車や付随車を用いる方法も考案されたが、この時点では実現しなかった。

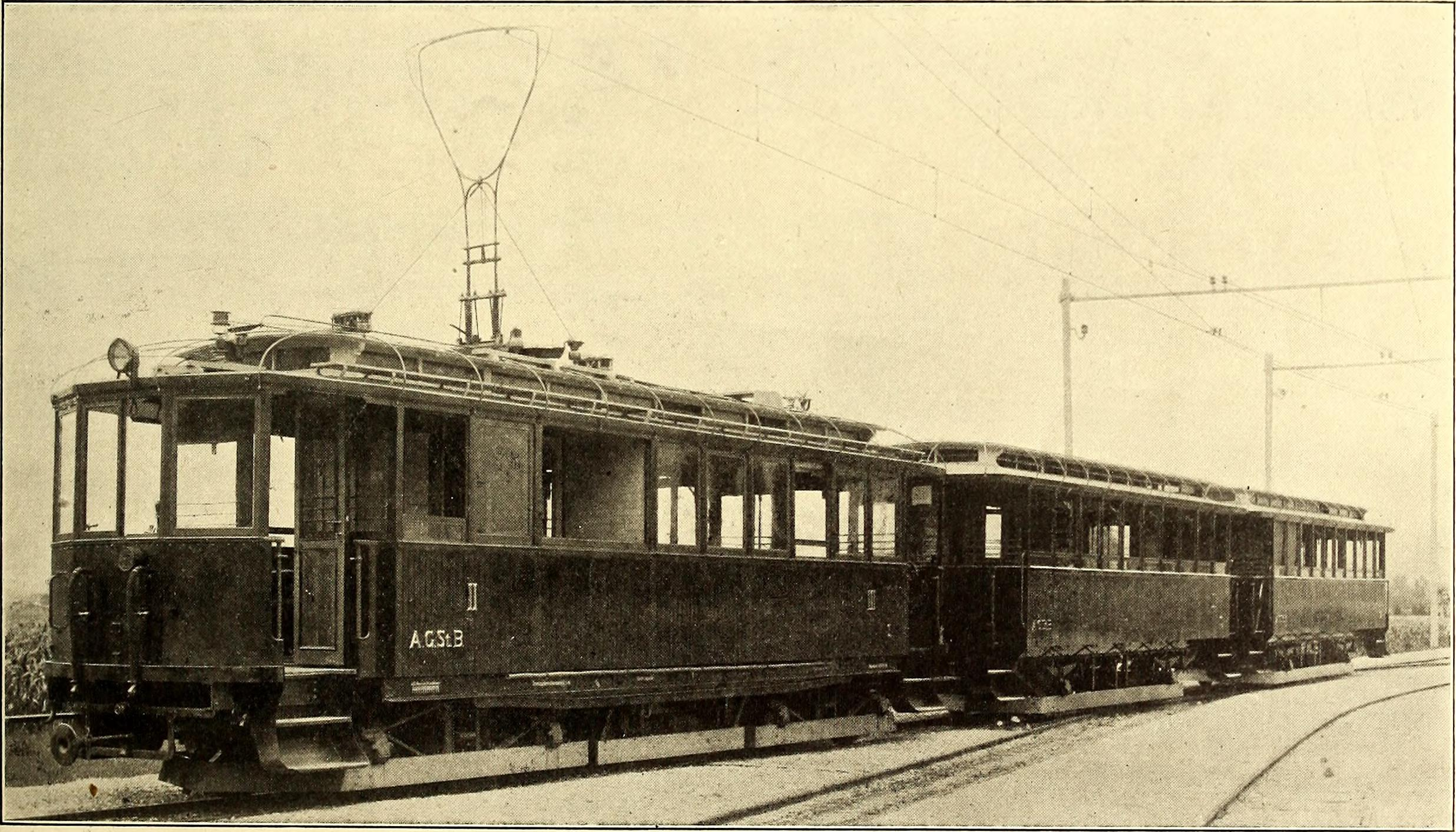
開通初期の電車（1906年撮影）

第二次世界大戦後は線路や架線の交換といった施設の更新が行われた一方、交流電化に適した特殊な機器を搭載した電車（電動車）は1960年代に更新工事が行われながらも開通当時のものがそのまま使用され続けた。だが同年代、シュトゥーバイタール鉄道の所有事業者が「シュトゥーバイタール鉄道株式会社」（Stubaitalbahn AG）になった頃から同鉄道はモータリーゼーションの影響に晒され、都市高速道路の建設プロジェクトと関連して存廃に関する議論が行われる事態となった。最終的に存続が決定したものの、1971年に郵便輸送が、1974年に貨物輸送が廃止された。
そして1980年代、老朽化が深刻となった車両を置き換える過程で電化方式を交流から直流に置き換えることが決定し、1980年から何度か行われた直流電化への変換に関する試験を経て、1983年6月23日に交流電化に対応した車両のさよなら運転が行われた。直流電化方式を用いた運用が開始されたのは同年7月2日である。これに合わせてインスブルック市電との直通運転も始まり、インスブルック市内とシュトゥーバイ渓谷の所要時間の大幅な短縮が実現した。

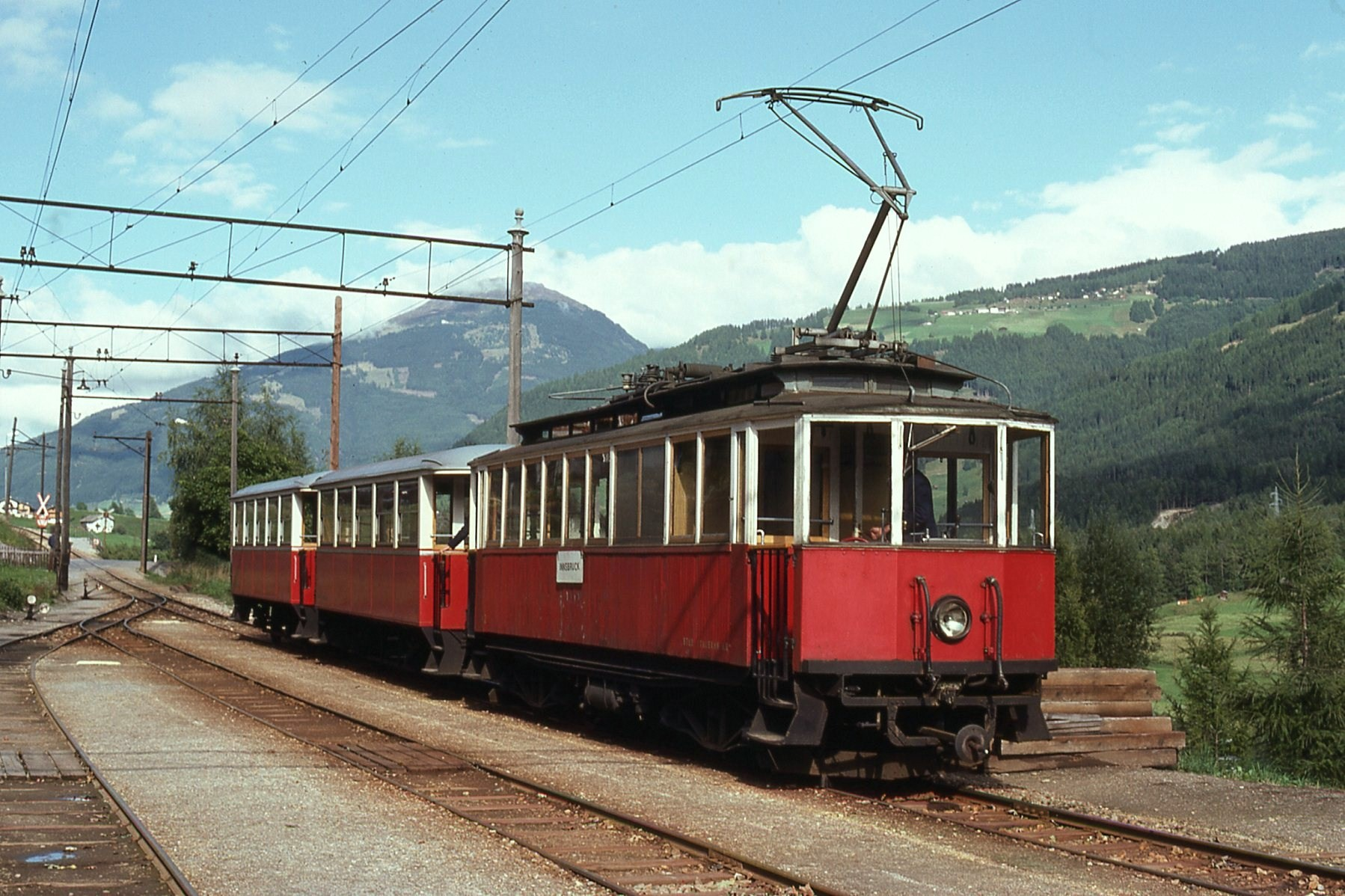
交流に対応した開通時の電車
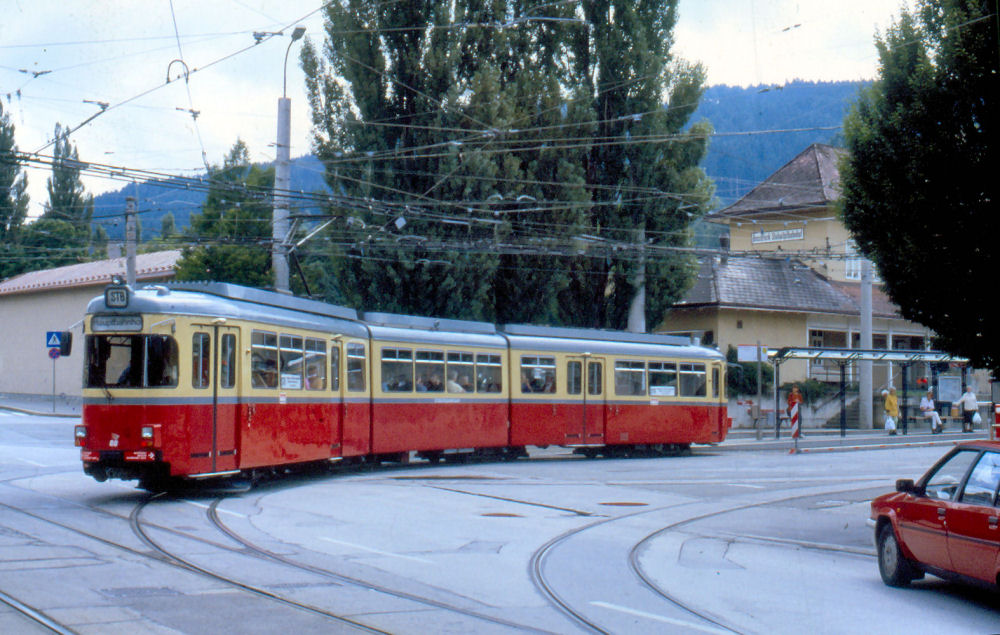
直流電化に転換後はインスブルック市電の路面電車車両が使用された（1999年撮影）

その後、長らくシュトゥーバイタール鉄道を運営していたシュトゥーバイタール鉄道株式会社は当時インスブルック市電を運営していたインスブルック交通（Innsbrucker Verkehrsbetrieben、IVB）と合併し、1997年9月以降「インスブルック交通・シュトゥーバイタール鉄道会社」として運営に携わっている。また、2000年代以降はバリアフリーに適した超低床電車の導入に向けた動きが進み、2009年以降は全列車が超低床電車によって運行されている。これに合わせ、各駅のプラットホームの高さの変更を始めとした施設のバリアフリー化も行われている。
- 超低床電車の[[フレキシティ・アウトルック (インスブルック市電)|]]はバリアフリー化に貢献した（2018年撮影）

## 路線
2023年現在、シュトゥーバイタール鉄道へ直通するインスブルック市電の系統は「STB」と呼ばれており、インスブルック中央駅電停（Hauptbahnhof）とフルプメス駅（Bahnhof Fulpmes）を結んでいる。電車はインスブルック中央駅を含むインスブルック市電の路線を反時計回りで経由した後、（Stubaitalbahnhof）から旧・シュトゥーバイタール鉄道株式会社の路線へと乗り入れる。以降は最大46 ‰の急勾配やループ線、急曲線を経由しながら、シュトゥーバイ渓谷の各自治体を結ぶ経路を辿る。路線内には険しい山岳地帯を克服するため複数のトンネルや高架橋が存在しており、特にクレイス高架橋（Kreither Viadukt）はオーストリアにおいて希少な鉄道用トレッスル橋の1つである。
2022年11月のダイヤ改正時点で「STB」系統が経由する主要電停・駅は以下の通りである。大半の列車は全区間を走行するが、シュトゥーバイタール鉄道駅やクレイス駅（Kreith）で折り返す便も早朝・深夜に設定されている。
| 方面               | 経路 | 参考・備考 |
| ------------------ | --- | ---------- |
| フルプメス方面     | Hauptbahnhof→Triumphpforte/Casino→Maximilianstraße→Stubaitalbahnhof→Nockhofweg/Muttereralm Bahn→Kreith→Fulpmes Bahnhof |            |
| インスブルック方面 | Fulpmes Bahnhof→Kreith→Nockhofweg/Muttereralm Bahn→Stubaitalbahnhof→Maximilianstraße→Terminal Marktplatz→Hauptbahnhof  |            |

主要駅・電停
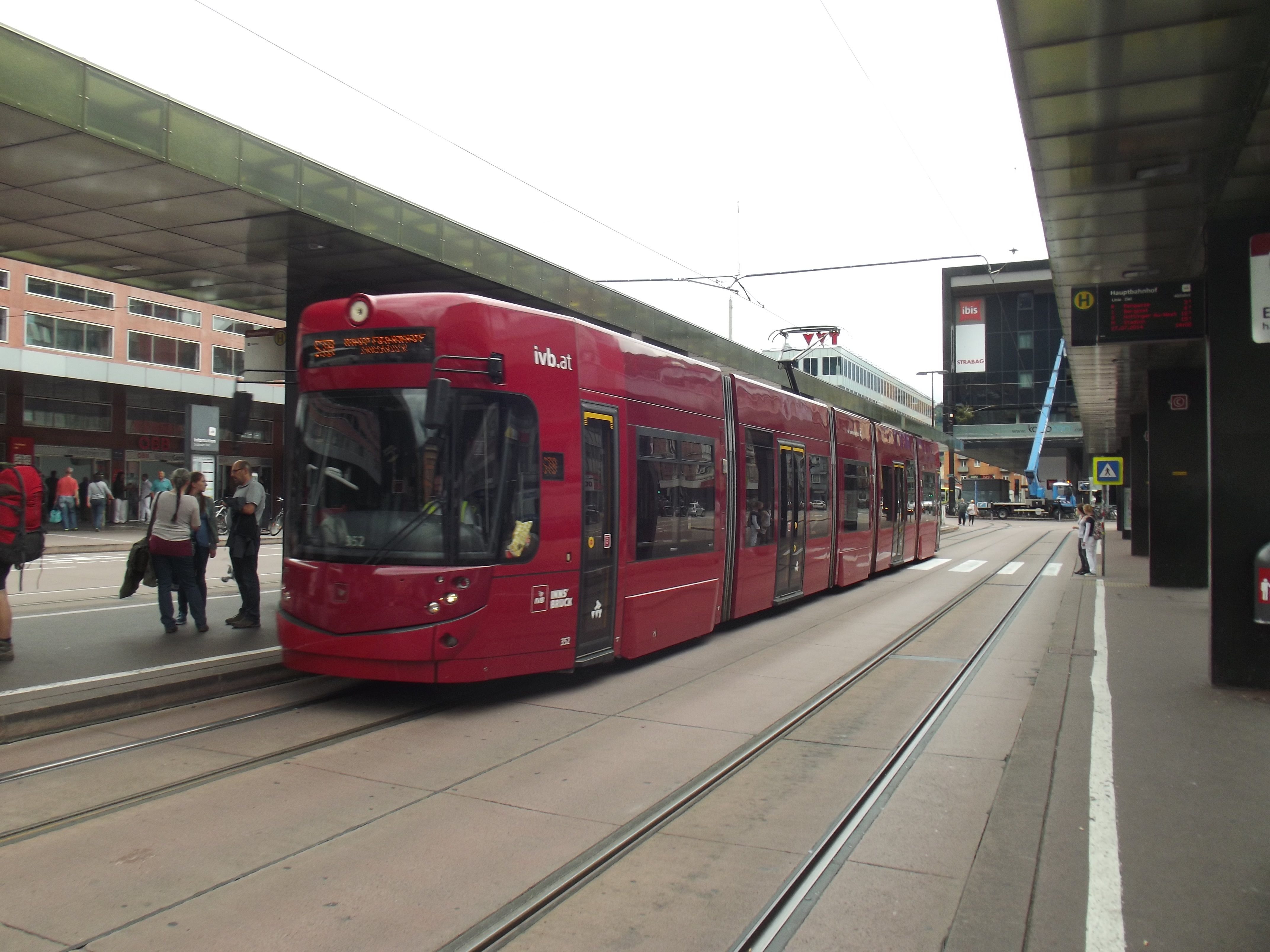
インスブルック中央駅電停（Hauptbahnhof） （2014年撮影）
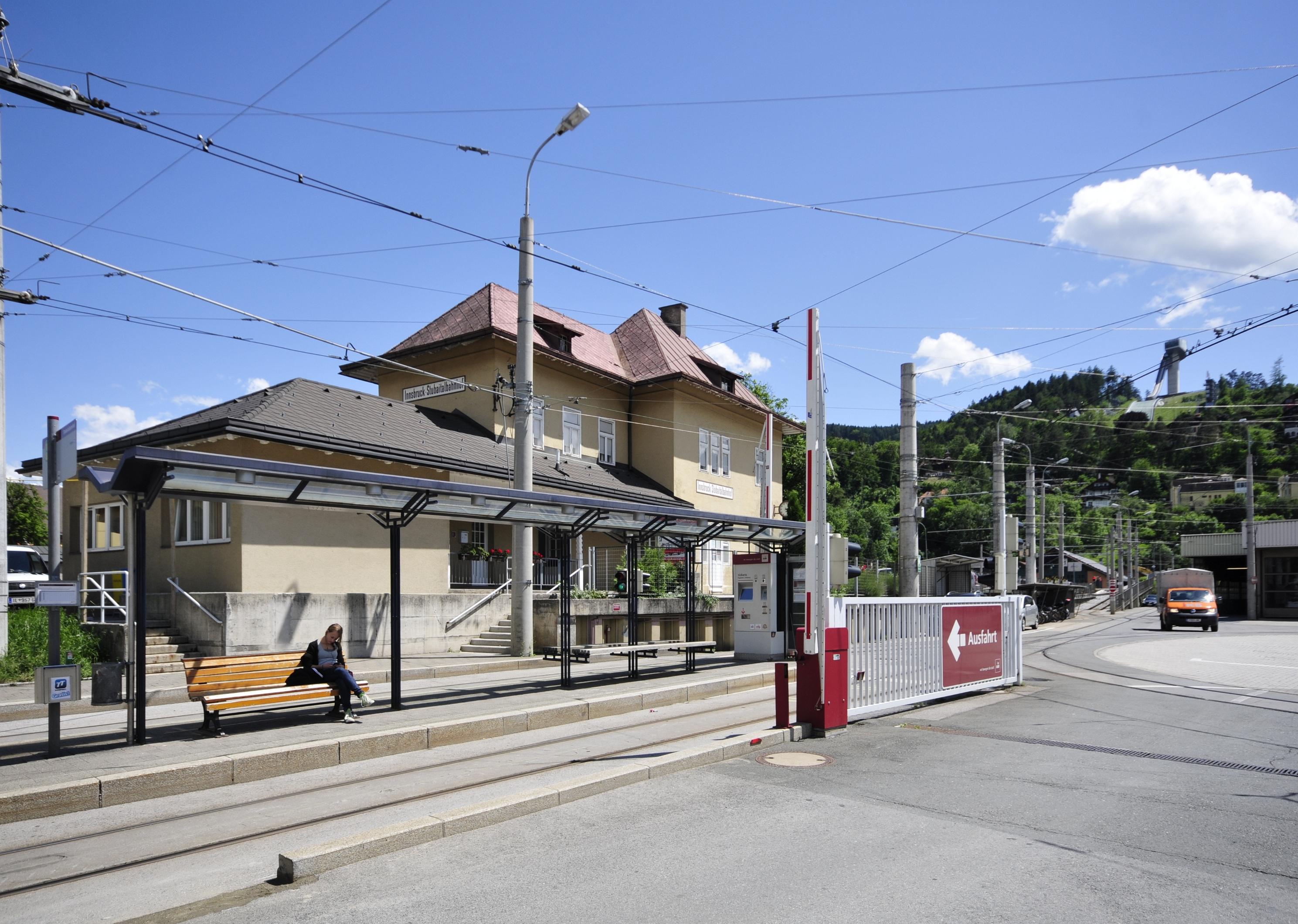
シュトゥーバイタール駅（Stubaitalbahnhof） （2012年撮影）
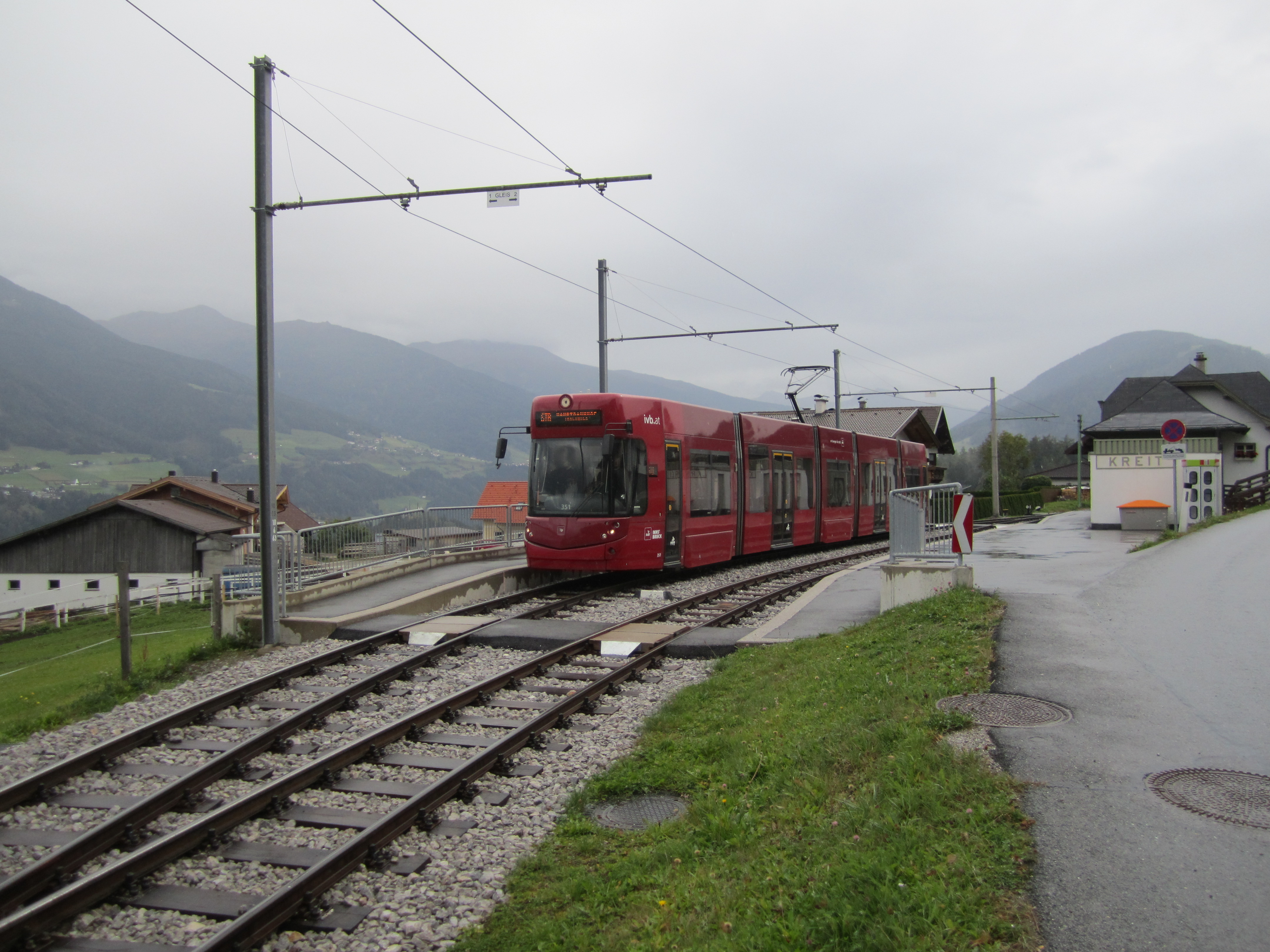
クレイス駅（Kreith） （2012年撮影）
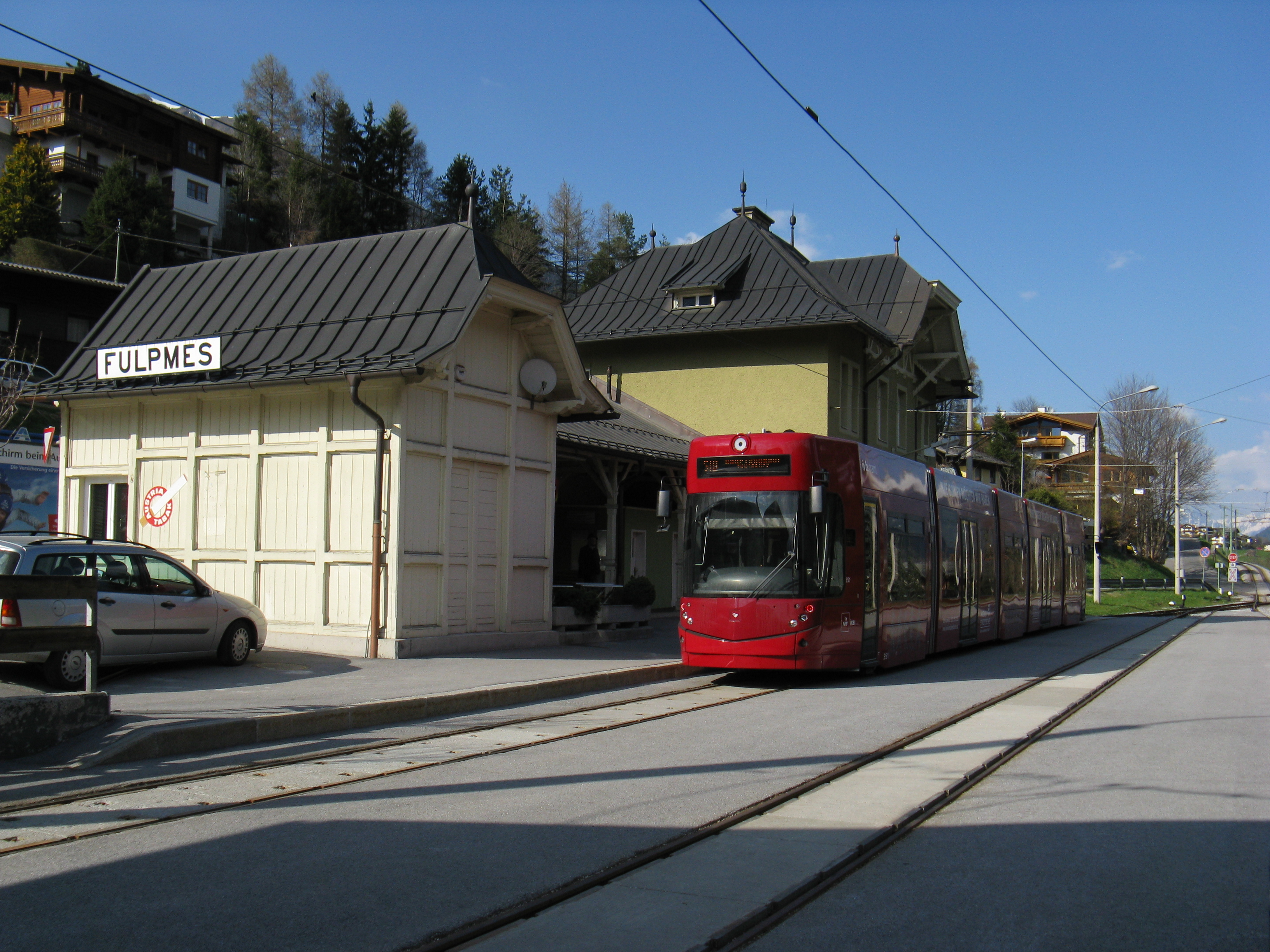
フルプメス駅（Fulpmes Bahnhof） （2009年撮影）

高架橋
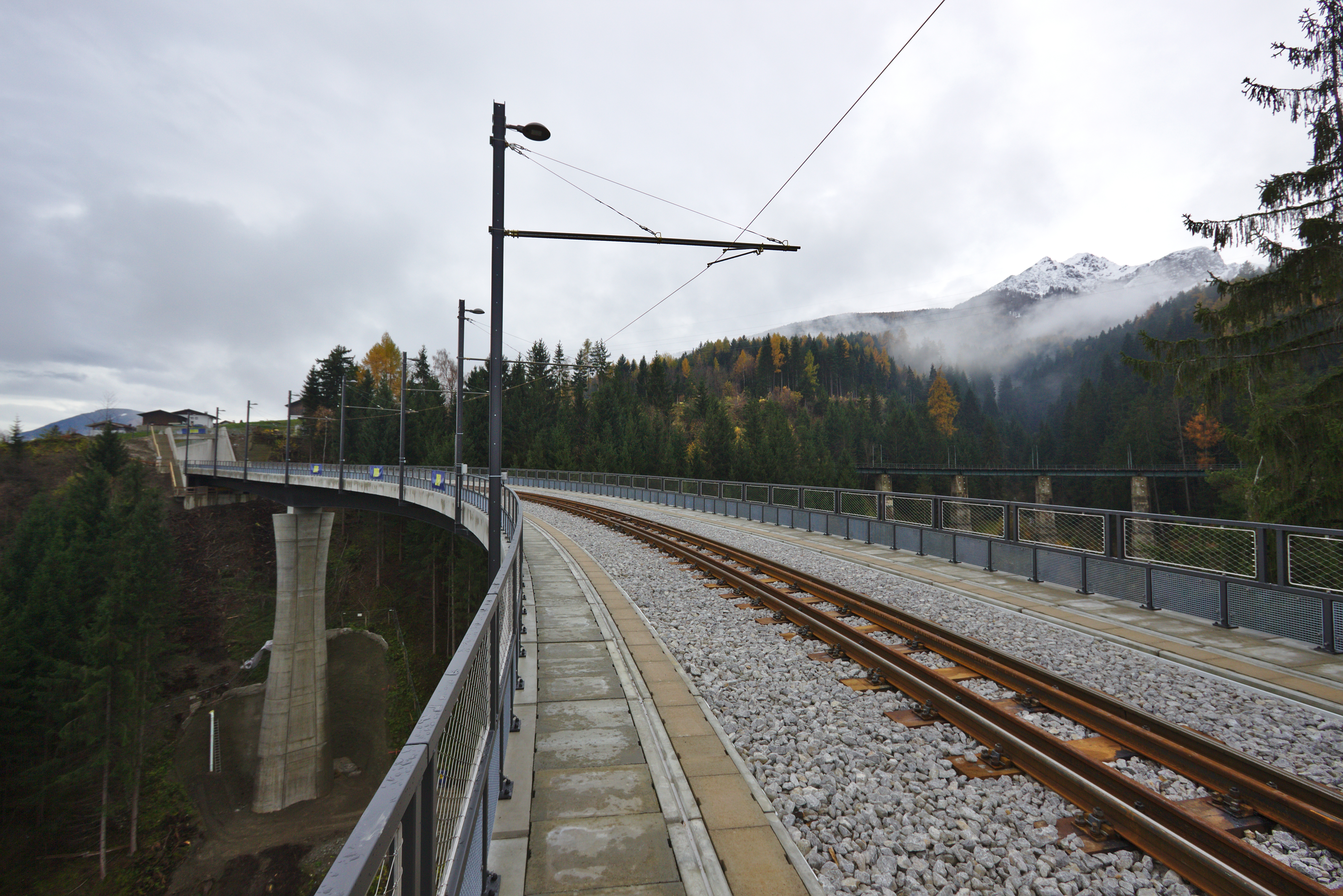
ムター橋（Mutterer Brücke）は2017年に新橋梁へ建て替えられた （2017年撮影）
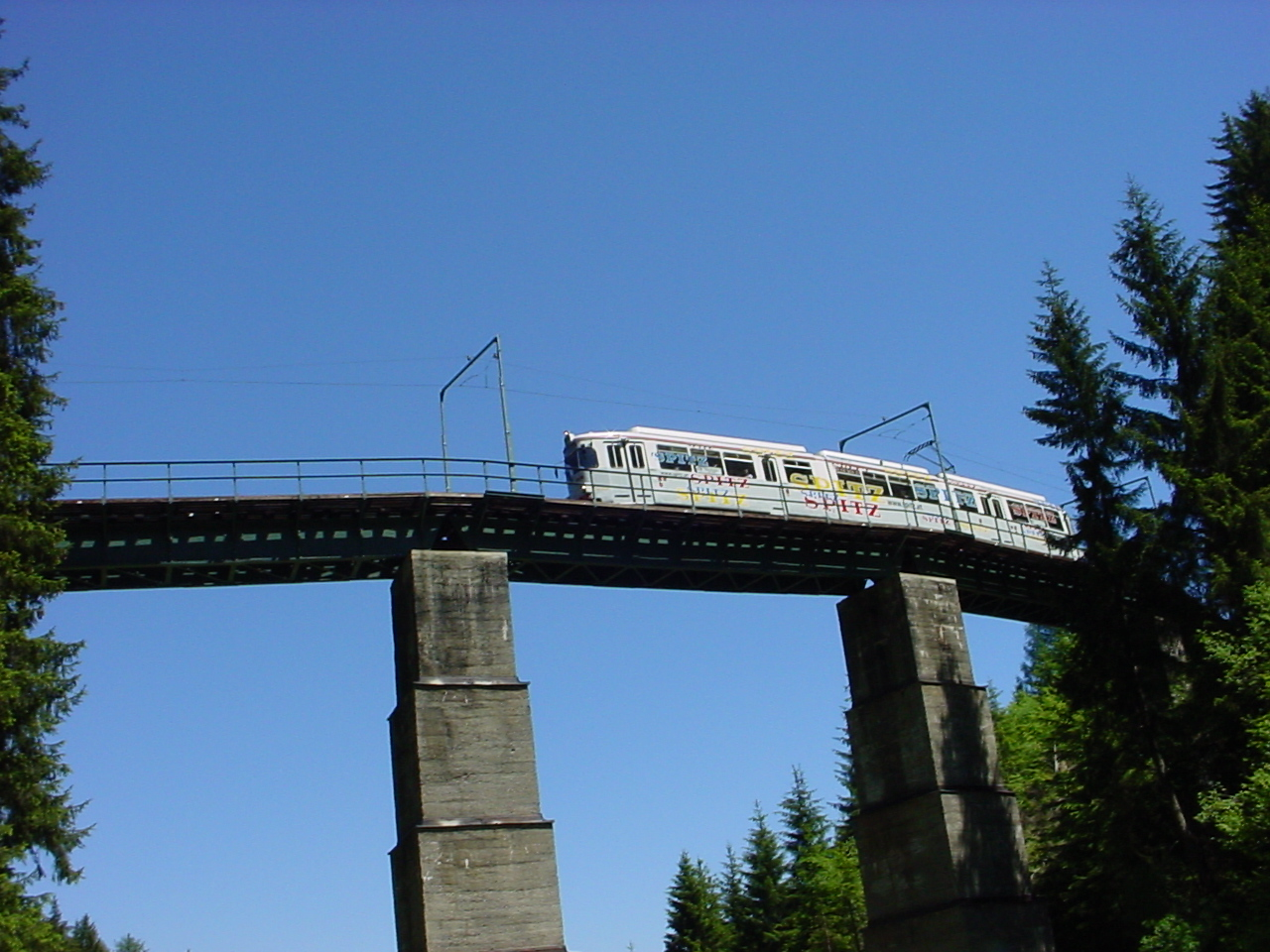
旧橋梁時代のムター橋 （2004年撮影）
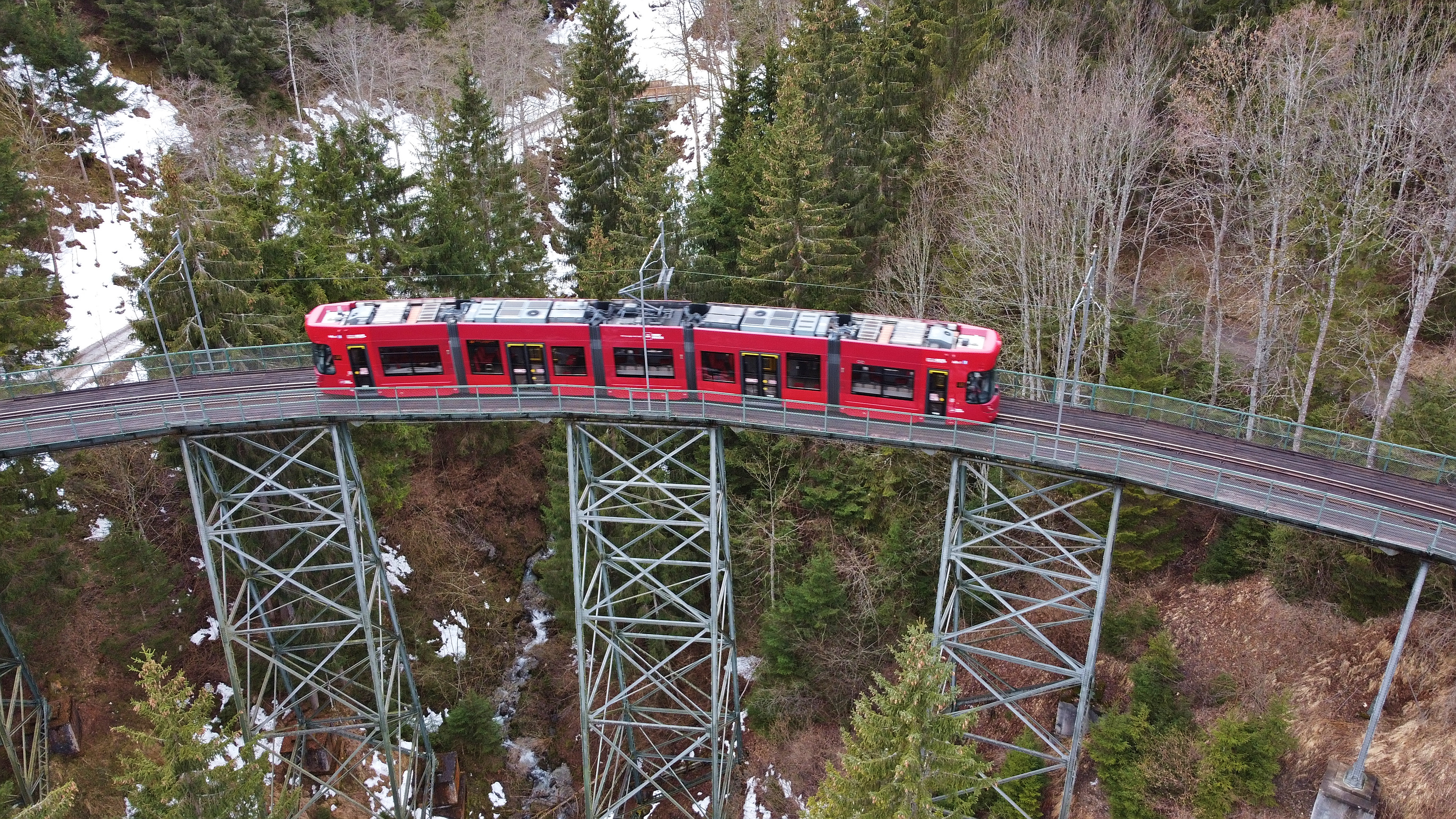
クレイス高架橋（Kreither Viadukt）はオーストリアでは希少なトレッスル橋である （2021年撮影）

## 車両

### 現有車両

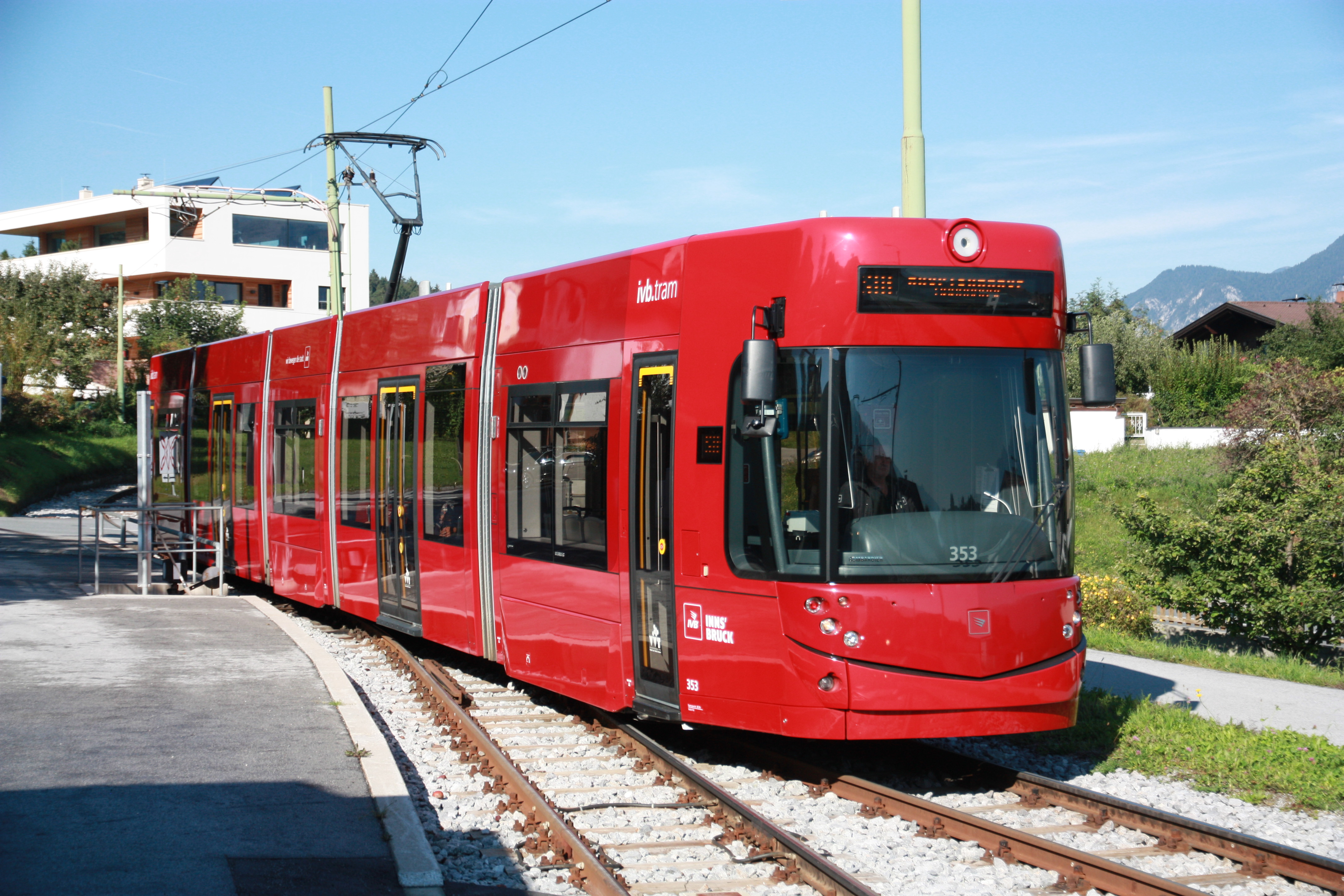
フレキシティ・アウトルック（353）
（2012年撮影）

2023年時点でシュトゥーバイタール鉄道へ直通する運用に使用されているのは、ボンバルディア・トランスポーテーションが展開する車内全体の床上高さを下げた超低床電車のフレキシティ・アウトルックである。インスブルック市電で使用されているのは両運転台式の5車体連接車で2007年以降導入が行われているが、そのうち「STB」系統には安全対策のためコンピュータを用いた無線列車制御システム（Funk-Zugleitsystem）が搭載された車両（325、326、351 - 356、371 - 381）が用いられている。

### 過去の車両

#### 交流電化時代

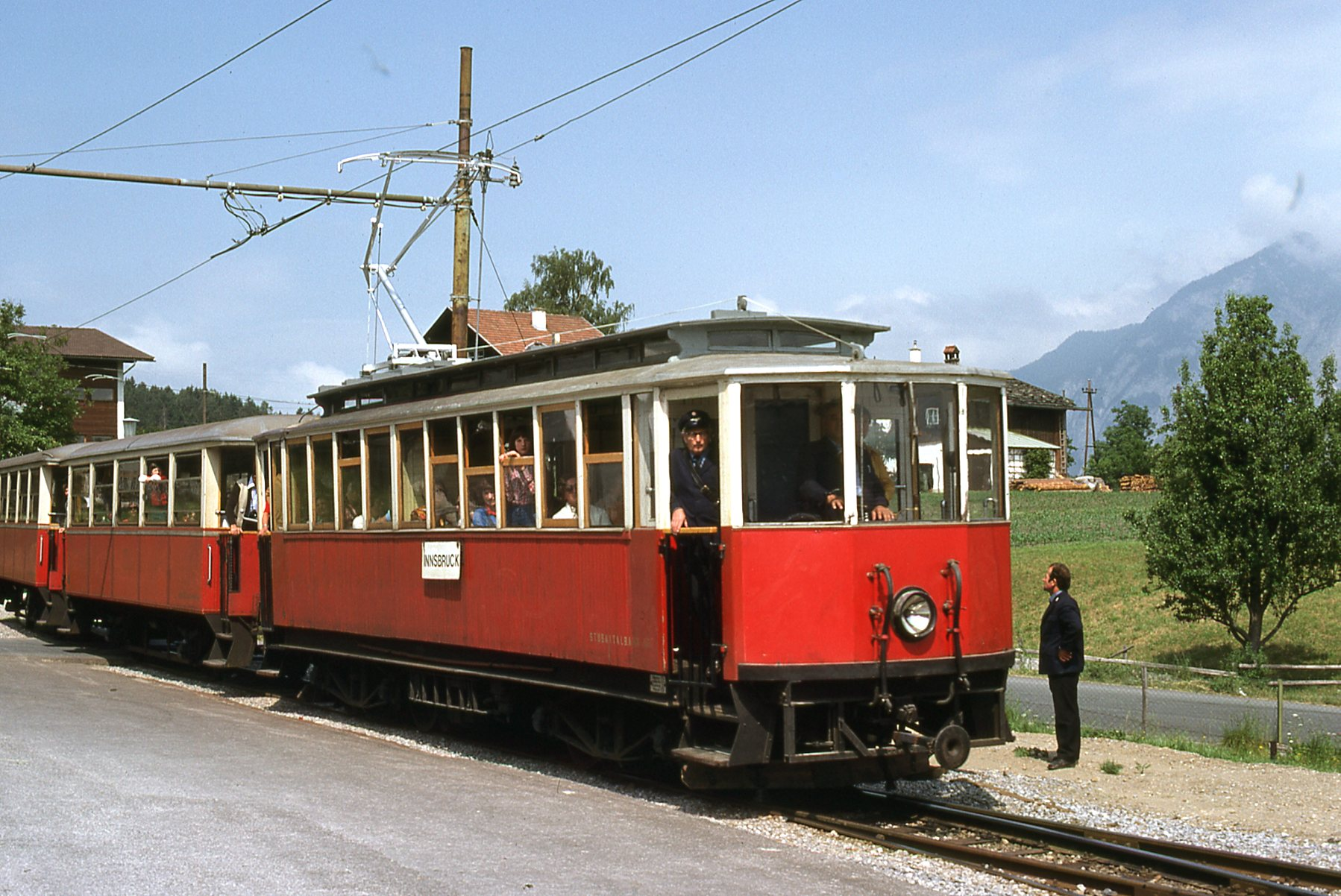
現役時代の交流電車

1904年の開通に合わせて導入された旅客車両は、交流電化に対応した主電動機や制御装置を搭載した電動車が3両（1 - 3）、電動車に牽引される付随車が6両（11 - 16）で、想定以上の需要に対応するため翌1905年に電動車が1両（4）増備された。その後、付随車については第二次世界大戦後のスキー客の利用増加に対応するため1953年にインスブルック交通から2両（161・162）を譲受した他、1967年には更新工事後の11 - 16と同型車両を1両（17）導入した。
これらのうち、1967年に廃車された付随車の161・162、事故で廃車となった電動車の3を除く車両は電化方式が変更された1983年6月まで営業運転に使用され、その過程で車体の修繕、集電装置の交換といった改良工事も行われた。その後、一部車両は同年に設立されたチロル博物館鉄道協会（Tiroler Museumsbahnen、TMB）に譲渡され、翌年以降シュトゥーバイタール鉄道の旧車庫や電化方式変更前のシュトゥーバイタール鉄道駅の施設を転換した保存施設で保存されている。

#### 直流電化時代

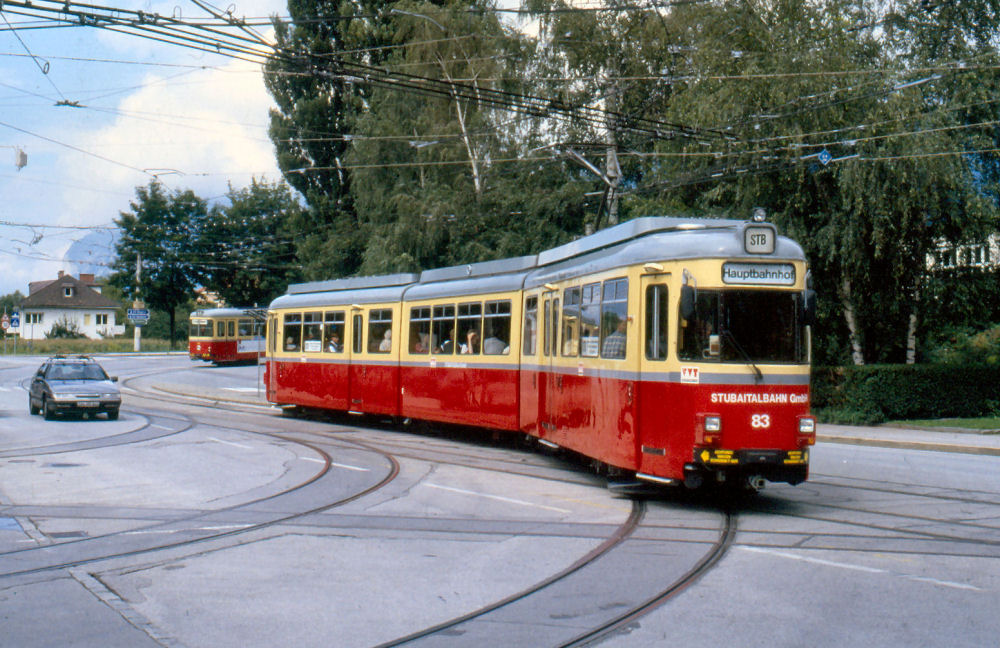
連接車（3車体連接車）
（1999年撮影）

1983年7月の直流電化への転換以降、インスブルック市電とシュトゥーバイタール鉄道の直通運用には、廃止されたドイツの路面電車であるハーゲン市電（ハーゲン）から譲受した両運転台式の連接車が長期にわたって使用された。これらの車両は当初2車体連接車であったが、1980年代にビーレフェルト市電（ビーレフェルト）からの譲渡車両の中間車体を流用する形で3車体連接車に改造され、1989年から1993年にかけては信用乗車方式への対応、自動案内音声装置の設置、照明や換気装置の交換といった更新工事を受けた。これらの車両は2009年までに営業運転から撤退したが、一部車両はポーランドのウッチ市電（ウッチ）へ再譲渡されている。

## 延伸計画
シュトゥーバイタール鉄道には現在の終点となっているフルプメスから路線を延伸してへ接続し、当時計画されていた発電所への物資や同地区にある鉱山から採掘された鉄鉱石を貨物列車で輸送する計画が立てられていたが、発電所の建設が実現しなかったため2023年時点でも延伸はなされていない。一方、それとは別に環境保護の観点から、への接続手段を道路からシュトゥーバイタール鉄道を含めた鉄道路線へ転換する要望が高まっている。